# Jean Eschbach
Pour l’article homonyme, voir Eschbach.
Jean Eschbach né le 29 mars 1895 à Guebwiller et mort le 19 août 1978  à Poligny, est notamment connu pour son rôle dans la Résistance alsacienne pendant la Seconde Guerre mondiale sous le pseudonyme de "Capitaine Rivière". Il est membre de la Septième colonne d'Alsace (réseau Martial) dès sa création. Il participe à la fondation et aux combats du Groupe mobiles d'Alsace (GMA) Vosges et devient chef d'état-major de Marcel Kibler le responsable des Forces françaises de l'intérieur d'Alsace (FFIA). Il commande le camp de concentration de Natzweiler-Struthof à la libération. Enfin, à la tête de section de FFIA, il assure la défense du nord de Strasbourg, jusqu'à l'arrivée de l'armée française, lors de l'offensive allemande de janvier 1945.

## Biographie

### Origine familiale
Jean Eschbach est né allemand en Elsass-Lothringen, dénomination officielle de l’Alsace-Lorraine dans l’Empire allemand entre 1871 et 1918, et plus précisément dans le district d’Ober-Elsass dont la capitale est Colmar : son certificat de naissance indique qu'il se prénomme alors Joseph Emil Johann.

#### La famille de sa mère
Sa mère, Elisa Sautier, est née en 1872; elle décède en 1959 à Moosch. La famille d'Elisa est bien connue en Alsace :  son père (Virgile) et son frère (Adolphe) sont en effet des architectes reconnus. Virgile Sautier (1845-1936) a d'ailleurs offert pour leur mariage aux parents de Jean Eschbach, une maison neuve qu’il a lui-même fait construire en 1887 (comme en témoigne une plaque sur la maison). Cette maison (à Guebwiller) a été habitée par un membre de la famille Eschbach jusqu’en 2017. Adolphe Sautier (1870-1944), l'oncle de Jean donc, a notamment fait construire des villas Art Nouveau dans la région de Guebwiller et procédé à un agrandissement notable de l’Hôtel du Grand Ballon en 1905. Il est aussi connu pour ses nombreux immeubles bâtis à l’époque du Reichsland, notamment à Strasbourg.

#### La famille de son père
Les ancêtres de son père Emile Eschbach (Guebwiller 1865 - Guebwiller 1936), sont originaires de Soultz au moins depuis Hans Jacob Espach qui y est né en 1686. Presque tous les ascendants directs d'Emile Eschbach, branches paternelles ou maternelles, vivent à Soultz, Jungholtz ou Ensisheim, entre l'Ill et les Vosges, dans le vignoble alsacien. Le nom Eschbach est d'abord orthographié Espach, et en de rares occasions Esbach ou Äspach, avant que la forme Eschbach ne s’impose, vers 1860, d’abord dans l'usage familial puis dans l’administration française et enfin dans l'administration allemande qui lui succède entre 1871 et 1918.

#### Du monde de la vigne à celui de la chapellerie

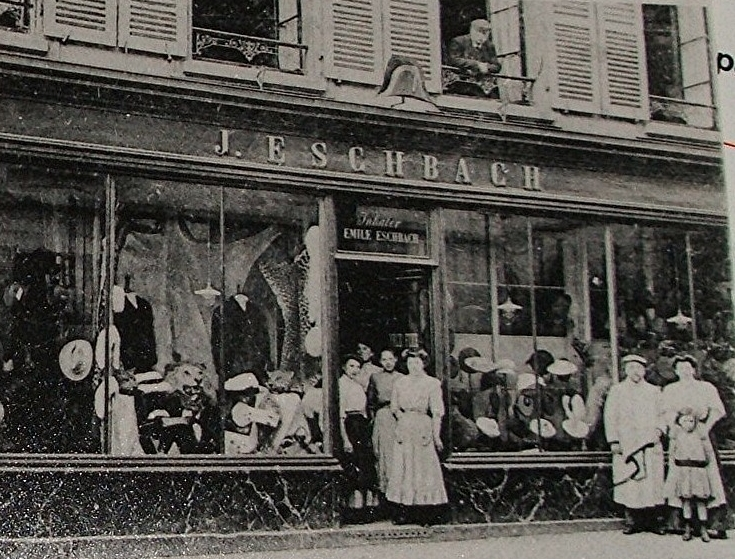
La chapellerie Eschbach avant la Première guerre mondiale, Hauptstrasse Gebweiler, aujourd’hui 25 rue de la République à Guebwiller.

Avant 1868 tous les ancêtres de Jean du côté Eschbach étaient des viticulteurs. Mais son grand-père Joseph Eschbach, fils aîné de sa fratrie, quitte Soultz pour Guebwiller où il s’installe comme marchand chapelier. Sa boutique se trouve dans le centre de Guebwiller. Le troisième fils de Joseph, Émile, lui succède avec sa femme qui le seconde en dirigeant l’équipe qui travaille dans l’atelier à l’arrière du magasin.

#### Une famille alsacienne catholique partagée par l'annexion de 1871
Les grands-parents de Jean Eschbach sont catholiques, et sa grand-mère, Marie-Thérèse Eschbach, est très pieuse : elle est notamment très active au sein de la Société de Saint-Vincent-de-Paul qui vient en aide aux plus pauvres de la paroisse, et elle incite ses enfants et petits-enfants à « graver profondément la religion dans leur cœur ».  Leurs trois garçons font leurs études chez les Frères, en France, et l’un d’eux, Georges devient prêtre : il officiera notamment à Moosch (1906-1914) et à Herrlisheim (1915-1926).  
En 1871, par le traité de Francfort signé à l’issue de la défaite de la France devant la Prusse et les États allemands coalisés, l’Alsace et une partie de la Lorraine sont annexées par l’Empire allemand. Les Alsaciens deviennent donc des Allemands sauf ceux qui décident de ne pas rester dans la région, ce qui sera le cas de deux membres de la famille de Jean Eschbach : son grand-oncle Michel (1835-1885, frère de son grand-père Joseph Eschbach) et son oncle Joseph. Le premier, officier dans l’armée française a participé à la campagne d’Italie de 1859 et à la répression de la Commune de Paris en mars 1871. A la fin de la guerre franco-allemande, il est à Paris : c’est là qu’il opte en 1871 pour conserver la nationalité française ; cette même année il est nommé chevalier dans l’ordre de la Légion d’Honneur. Son oncle Joseph (1861-1898) s’installe à Dijon comme chapelier et demande la réintégration dans la nationalité française en 1879. Les grands-parents de Jean Eschbach en revanche, tout comme son père Émile, restent en Alsace.

### Une enfance alsacienne 1895-1914
Comme tous les enfants alsaciens, Jean est scolarisé en allemand, d’abord à Guebwiller, puis en internat, au « Bischöfliches Gymnasium », à Zillisheim, avant de revenir au gymnasium de Guebwiller. Il est donc imprégné de culture allemande et il dévore par exemple tous les romans de Karl May, dont le héros Winetou a bercé l’enfance de millions d’Allemands. Mais ses parents et surtout ses grands-parents veillent également à construire chez lui un sentiment d’appartenance à la nation française. On trouve ainsi dans sa bibliothèque de nombreux ouvrages offerts par sa famille qui véhiculent des imprécations contre ces « sacrilèges » allemands qui ont mis la main sur « nos Vosges ». Jean est également vivement incité à écrire en français pour conserver une attache avec ce pays qu’il ne connaît pas. Jean ne poursuit pas ses études très longtemps : suivant les traces de son père il entre en apprentissage à seize ans, dans un commerce de « Kürschnerei und Pelzhandlung » (fourrure et pelleterie), à Fribourg, de l’autre côté du Rhin. Il passe son examen de compagnon puis sa maîtrise, avant que n’éclate la guerre.

### Première Guerre mondiale[8]

#### Août 1914: lamobilisation
Jean est mobilisé à la fin de l’été 1914 comme tous les jeunes hommes de l’Empire allemand. 220 000 Alsaciens-Lorrains sont appelés sous les drapeaux allemands (les classes 1869 à 1897). D’autre part 8 000 hommes sont volontaires pour servir le Reich, tandis que 3 000 mobilisables franchissent quant à eux la frontière pour éviter de porter l’uniforme allemand : à peine plus d’1% des jeunes Alsaciens sont donc portés déserteurs. La situation de Jean présentait cependant une originalité par rapport à celle de la plupart de ses camarades : il avait en effet été admis en mai 1914 comme « Einjährig-Freiwilliger », c’est-à-dire « recrue volontaire » d’un niveau scolaire supérieur et faisant pour cela un service militaire plus court, un an au lieu de deux. C’est parmi ces recrues que l’on choisissait les futurs officiers. En septembre Jean est à Bötzingen comme « Landsturmmann » (territorial) pour y suivre une formation militaire de quelques semaines.

#### Septembre 1914 - août 1915: sur le front enLorrainepuis en formation àAltona
Il est ensuite incorporé dans une unité de travailleurs positionnée en Lorraine, au nord de Nancy, face aux tranchées françaises distantes de quelques kilomètres seulement : il y restera près de sept mois, jusqu’en juin 1915. Jean en témoigne dans son journal intime : « nous creusions des tranchées sur un coteau non loin de Bacourt, près de Puzieux », « du travail tous les jours c’est fatigant mais sinon la vie est supportable. » Les hommes du bataillon de Jean sont également affectés à la fabrication de claies et de fascines, ces assemblages de branchages qui permettaient de consolider les tranchées. En juin 1915, Jean quitte finalement la Lorraine pour démarrer une période de formation de trois mois, à Altona puis à Stade, dans les environs de Hambourg, comme les autres « Einjährig-Freiwilliger ».

#### Septembre 1915 - août 1916: sur lefront russe

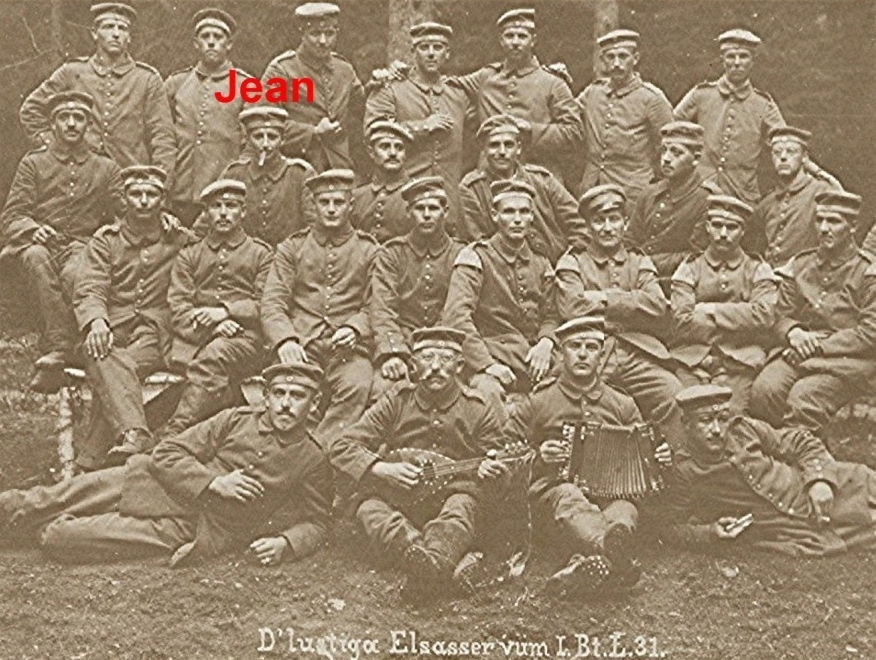
Jean en compagnie des « lustiga Elsasser vom Landwher Bataillon 31 » : « les joyeux Alsaciens du 31^{e} Bataillon de la Landwehr », en 1916.

En septembre 1915 il retrouve les Alsaciens de sa compagnie et ensemble ils sont conduits en train en Prusse pour finalement être déposés en forêt d’Augustow, dans la partie polonaise de l'empire russe. Pour rejoindre le front situé 300 km plus à l'est, c’est à pied, dans des conditions parfois extrêmement éprouvantes, que Jean et ses camarades vont traverser ces immenses forêts constellées de marais et de petits villages d’où émergent parfois des villes plus imposantes comme Grodno ou Wilna (Vilnius). C’est finalement à Tukkum, non loin de Riga en Lettonie russe, qu’ils poseront leurs havresacs durant l’hiver 1915-1916 : toujours pas de combats pour Jean, mais des travaux de terrassements, dans un froid glacial.
À la fin de l’hiver 1916, Jean quitte Tukkum pour rejoindre le front plus au sud, sur les rives de la Düna. Puis, début juillet 1916, il poursuit sa traversée vers le sud : près de 800 km à pied entre les tranchées de la Düna et celles du Stochod, aujourd'hui en Ukraine. C’est à cette occasion, lors d’une mission de reconnaissance, qu’il gagne sa première décoration : la croix de fer allemande.

#### Août 1916 - juillet 1917: en formation d’officier
Épuisé par des marches harassantes sur le front russe, dans les marais du Pripiet, Jean est transporté en août 1916 à l’hôpital puis transféré à l’école de guerre à Glogau avant de rejoindre le « Warthelager » de Posen. En avril 1917, après 9 mois d’instruction, il devient officiellement Unteroffizier.

#### Juillet 1917 - février 1918: retour sur le front russe
En juillet 1917, il retourne sur le front russe, de nouveau sur le Stochod  un peu au sud de Kowel. À cette date la dernière grande offensive russe, celle de Kerenski, vient d’échouer. Quelques mois plus tard, les combats s’arrêtent après la Révolution bolchevique ; la bonne nouvelle éclate sur le front le 3 décembre 1917 : « Cessez le feu ! Cet ordre est arrivé pendant que j’étais de service, vers 10h. Ça a été un grand cri : hourra ! ».
Jean quitte finalement le front russe vers début février 1918 avant de retrouver enfin sa famille pour ce qui est sa première permission en 3 ans et demi de conflit ! Cette permission prévue au départ pour durer deux semaines va cependant être très vite écourtée par les autorités militaires : au bout de trois jours seulement il reçoit un télégramme lui enjoignant de rejoindre sa division en Belgique.

#### Février - avril 1918: sur le front desFlandres, la désertion
En ce début de printemps 1918, l’armée allemande a retrouvé quelques couleurs grâce à l’arrivée des unités rapatriées du front russe comme celle de Jean qui sera positionnée au nord-est d’Ypres. C’est là que Jean déserte le 26 avril 1918, durant la bataille de la Lys au cours d’une patrouille de reconnaissance en direction des lignes alliées, et sous un tir d’artillerie nourri. Arrêté par les Anglais, reconnu comme un Alsacien, il est envoyé dans un camp de prisonniers allemands à Saint-Rambert, dans la Loire.

#### Août 1918 - février 1919: dans un camp de prisonnier puis espion en Allemagne occupée
Il passe trois mois dans le camp de Saint-Rambert avant d'être autorisé à s'engager dans l'armée française. Le 31 août 1918, il dépose simultanément un dossier de naturalisation (pour réintégrer la nationalité française) et un engagement dans l'armée. À cette occasion, les autorités militaires lui fournissent une identité d’emprunt. Il travaille alors comme espion au service de l'Etat-Major.
Le 11 novembre 1918, c’est enfin l’armistice : la guerre est finie pour les millions d’Européens mais pas pour Jean. Il accompagne en effet son commandant comme agent de renseignement en Allemagne, dont la France occupe l’ouest (la Rhénanie et la Sarre).

#### Mars 1919: la fin de la guerre

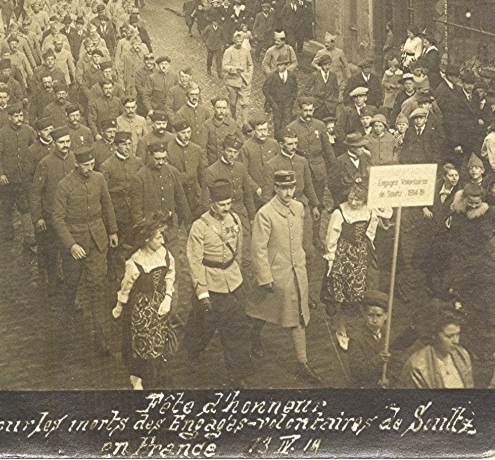
Fête d'honneur pour « les morts des engagés volontaires de Soultz », le 13 avril 1919. Jean est au premier rang, en vareuse beige.

Après plus de deux mois de missions d’espionnage outre-Rhin, Jean revient de Mayence avec le grade d’interprète stagiaire et une citation à l’ordre du régiment signé de Pétain, général en chef des armées française et tout nouveau maréchal. En mars 1919 la guerre est donc terminée pour lui, après au moins 56 mois sous l’uniforme. Il reçoit deux nouvelles médailles, françaises celles-ci : la croix de Guerre 1914-1918 avec étoile de bronze et la médaille des évadés.

### L'entre-deux-guerres

#### Jean Eschbach, fourreur à Strasbourg, 1921-1935
Deux ans après son retour de la guerre, Jean Eschbach épouse Élisabeth Faller née à Ribeauvillé le 28 août 1897 dans une famille de viticulteurs. Le jeune couple s’installe à Strasbourg où Jean a ses activités de fourreur et c’est là, en 1922, que naît leur premier enfant, Henri. La famille s’agrandit ensuite rapidement avec les naissances de Jean le 28 novembre 192428, Lisbeth le 2 janvier 1927 et Georges le 29 septembre 1929. En 1932, Jean et Élisabeth auront une autre fille, Nicole, qui décédera au bout de huit jours.

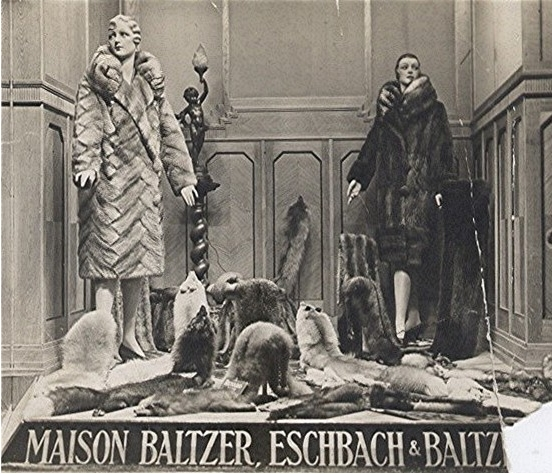
Devanture du magasin Eschbach-Baltzer au 51-53 rue des Grandes-Arcades à Strasbourg, vers 1930.

Dans le domaine professionnel, après une période d’apprentissage à Paris chez un maître fourreur, Jean revient à Strasbourg. Il travaille d’abord pour Victor Baltzer avant de devenir officiellement son associé, dans le courant de l’année 1920. Le magasin que les associés possèdent à Strasbourg au 51-53 rue des Grandes-Arcades, a une devanture prestigieuse.

#### Jean Eschbach, officier de réserve
Parallèlement à son métier, Jean Eschbach poursuit sa carrière d’interprète stagiaire pour l’armée : il suit de nombreux stages pour devenir officier de réserve, ce qui lui permet d’être ainsi déclaré tout à fait apte à servir dans un Deuxième Bureau d’Etat-Major en 1935, avant d’être nommé sous-lieutenant de réserve en 1936 et enfin lieutenant le 10 mai 1940, jour de l’offensive allemande contre la France.

#### Le militant d’Action Française
Jean adhère à l’Action Française en 1925 ou 1926, alors que l’Église catholique, par la voix du pape Pie XI, vient de condamner le mouvement fondé en 1899. Jean, qui a déjà trente ans, est un Alsacien de culture catholique. Il considère alors que le mouvement de Charles Maurras, Jacques Bainville et Léon Daudet est le plus à même de défendre l’Alsace contre deux ennemis puissants : l’Allemagne et l’État français, républicain et laïc, dirigé qui plus est par le Cartel des gauches depuis 1924. Jean devient rapidement un leader de la Ligue d'Action française en Alsace puisqu’il est président de la section des Camelots du Roi à Strasbourg. Au sein de cette bande il va participer à des batailles, au sens propre, contre la République laïque, l’Allemagne, le communisme mais aussi l’autonomisme en Alsace, qu’il voit comme une cinquième colonne de l’ennemi d’outre-Rhin. A ces ennemis s'ajoutent les  « mauvais curés », coupables de refuser l’eucharistie aux Ligueurs après l’interdiction du mouvement par la papauté. Jean joue aussi un rôle dans le journal que le mouvement édite pour la région, Le National d’Alsace dans lequel il tient notamment la rubrique « Echo der Presse » : il y présente, le plus souvent en allemand et sous le pseudonyme de Brincas, une revue de la presse tant française qu’allemande. Toutes ces activités sont suivies de près par la Sûreté générale qui rend notamment compte des réunions des Camelots alsaciens : on y apprend que Jean s’exprime tour à tour en français et en alsacien, mais ses propos sont rarement retranscrits, ce sont ses amis Paul Dungler ou Paul Armbruster qui tiennent le plus souvent la vedette. Les thèmes abordés évoquent invariablement les mérites de la monarchie, les méfaits de la République et le danger que représentent les autonomistes alsaciens.

#### Jean Eschbach et la Cagoule
Si Jean est entré en Action française avec enthousiasme, il ne se laissera cependant pas tenter par l’aventure radicale de la Cagoule, contrairement à son ami Paul Dungler.

#### Jean Eschbach quitte l’Alsace pour la Dordogne, 1935

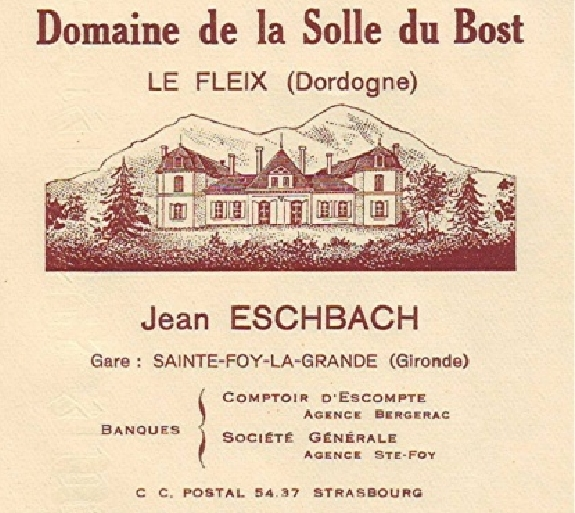
Étiquette du domaine viticole de la Solle du Bost.

À l’époque même à laquelle la Cagoule prend son essor, Jean a en fait déjà quitté Strasbourg et il a rompu formellement avec l’Action française d’Alsace. En janvier 1935 en effet, Jean alerté par les services secrets français sur la possibilité d’une nouvelle guerre avec l’Allemagne cherche à quitter l’Alsace où il serait trop exposé : en tant qu’ancien déserteur de l’armée allemande il craint d’être arrêté et exécuté. Il se sépare alors de son affaire à Strasbourg et achète une propriété près de Sainte-Foy-la-Grande en 1935 : la « Solle du Bost » est un vaste domaine agricole de 80 hectares, essentiellement composé de forêts, de pâtures et de vignes. La propriété est flanquée d’un bâtiment que l’on peut qualifier de château. Jean Eschbach s’y fait gentleman-farmer. La proximité de la ferme de Paul Armbruster venu également s’installer près de Bergerac, permet à ces deux amis de se retrouver régulièrement pour prendre du bon temps en famille. Jean fils conservera ainsi des liens fraternels avec l’un des fils Armbruster, Jean-Luc, d’autant que tous les deux participeront, au sein de la Brigade Alsace Lorraine, aux campagnes d’Alsace puis d’Allemagne, de novembre 1944 à mai 1945.

#### Juin 1939: l’installation à Poligny dans le Jura

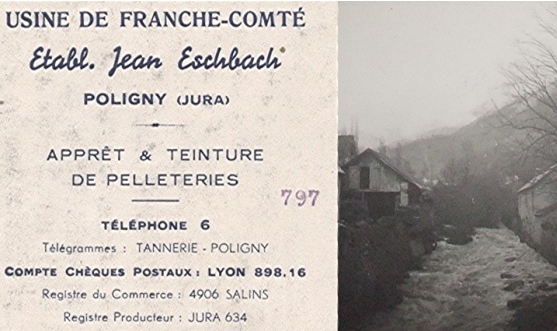
Papier à en-tête de la tannerie Jean Eschbach et vue sur la Glantine depuis l'usine.

En  juin 1939, Jean Eschbach quitte la Dordogne et s’installe à Poligny, dans le Jura, où il achète une tannerie. Même si le métier est différent de celui qu’il exerçait à Strasbourg, Jean retrouve une filière qu’il connaît bien puisque le métier de fourreur nécessitait des contacts suivis avec les tanneurs, leurs fournisseurs de matière première. Les débuts sont modestes, à peine une dizaine d’ouvriers, et la guerre vient très tôt arrêter les tentatives de développement de l’usine située au bord de la Glantine, aux pieds des montagnes jurassiennes. La famille Eschbach s’installe d’abord dans une maison près du cimetière, avant de déménager après la guerre pour un appartement rue du Collège, où Jean vivra jusqu’à la fin des années 1960.

### Résistant pendant la Seconde Guerre mondiale
Lorsque la Seconde Guerre mondiale éclate, il n'est pas mobilisable, mais il s'engage comme volontaire dans l'armée française en décembre 1939. Lors de la campagne de France, il participe aux combats de Dunkerque. Après l'armistice, il revient à Poligny.

#### Septième colonne, GMA et FFI
Très rapidement, il reprend contact avec le deuxième Bureau et ses amis de l'Action française qui viennent de créer la Septième colonne d'Alsace (réseau Martial) dirigée par Paul Dungler. Il adhère à l'organisation clandestine et en devient un élément essentiel. Sous le nom de code de « Mozart », il effectue de nombreuses liaisons entre l'Alsace et l'état-major de  Lyon. À Poligny, il recueille les évadés d'Alsace ainsi que de nombreux renseignements venant de cette région ou d'Allemagne.
Après l'occupation de la zone libre, il prend le nom de code de « Jean Rivière ».
En août 1943, Paul Dungler part en Afrique du Nord ce qui l'éloigne de la résistance alsacienne. Désormais, c'est Marcel Kibler allias « Marceau » qui prend la tête du réseau. Dès sa création en 1940, la Septième colonne d'Alsace (réseau Martial) prévoyait une mobilisation en Alsace pour appuyer l'arrivée des troupes françaises de libération. Elle dispose d'une organisation pour la levée de combattants. C'est cette ossature qui sert à la création des Forces françaises de l'intérieur en Alsace (FFIA) dont Marcel Kibler prend le commandement. Jean Eschbach devient son chef d'état-major avec le grade de capitaine.
Le 15 mai 1944, ils installent leur poste de commandement dans la ferme Vuilmin au lieu-dit la Basse-Jolie à Neuveville-lès-Raon pour préparer l'intervention du Groupe mobile d'Alsace (GMA) Vosges en cours de création.
Il accompagne Marcel Kibler à la réunion clandestine de Grendelbruch, du 17 au 22 juin 1944, qui met en place l'organisation des FFIA et donne les ordres pour la libération de l'Alsace. Par dérision Jean Eschbach le surnomme, le lieu de réunion, un chalet, « Berchtesgaden », car « comme Hitler de son nid d'aigle près de Berchtesgaden en Bavière, rêve de la conquête du monde, la Résistance d'Alsace va du haut de ce chalet, préparer la libération de son pays »,,.
Il participe aux combats du Groupe mobile d'Alsace (GMA) Vosges qui est presque totalement détruit au combat de la ferme de Viombois. Fin septembre, il rallie la 2e DB avec deux Britanniques des Special Air Service (SAS) de l'opération Loyton,.
Jean Eschbach retraverse plusieurs fois les lignes allemandes pour faire des reconnaissances pour la 2e DB et maintenir le contact avec la Résistance alsacienne. Puis il organise la participation des FFIA aux combats de la libération.
Début décembre 1944, Marcel Kibler le nomme responsable du camp de concentration de Natzweiler-Struthof qui a été libéré et où sont détenus les civils allemands faits prisonniers lors de la libération de Strasbourg.

#### La défense de Strasbourg avec les FFI
Le 31 décembre 1944, les Allemands lancent l'opération Nordwind. Surprise, l'armée américaine décide de reculer vers Haguenau abandonnant la défense de Strasbourg menacée par une tête de pont établie par les Allemands, le 5 janvier à Gambsheim. Marcel Kibler demande à Jean Eschbarch de rejoindre Strasbourg pour participer à sa défense. À son arrivée, il se porte volontaire pour organiser la défense au nord de la ville auprès du commandant Kiefer alias « François », responsable des FFI du Bas-Rhin. Sa mission est de tenir jusqu'à l'arrivée de l'armée française et de « nettoyer » le confluent de l'Ill et du Rhin.
Il installe son PC au nord de la Roberstau au lieu-dit « Fuchs am buckel » et établit une première ligne de défense s'appuyant sur le Fort Ney et l'ouvrage intermédiaire Neuf-empert avec les sections FFI de la vallée de Schirmeck, de Molsheim, Haguenau et de Barr. Il est rapidement renforcé par une section du 3e régiment de tirailleurs algériens. À l'arrivée de l'armée française, Jean Eschbach a nettoyé le confluent et le tient en s'appuyant sur les casemates de la ligne Maginot. Il déplace son PC à la Wantzenau et avec ses sections participe aux combats de Killstett.
Une fois démobilisé, Jean Eschbach reprend sa tannerie à Poligny.

## Distinctions
- Chevalier de la Légion d'honneur[11] ;
- Croix de fer de 1re classe allemande (1916)[8] ;
- Croix de guerre 1914-1918[8] ;
- Médaille des évadés (1er janvier 1928)[8] ;
- Croix de guerre Variante de Vichy et de l’État français (16 mai 1941)[11] ;
- Médaille de la Résistance française avec rosette par décret du 30 mars 1947[17]
- King's Medal for Courage in the Cause of Freedom[18].

## Reconnaissance
- Une rue porte son nom à Poligny